# Contrato preparatorio
El contrato preparatorio es un tipo de contrato que tiene por objetivo prefigurar, asegurar o perfilar un contrato definitivo a futuro, que le da su razón de ser.
El contrato preparatorio es en si una obligación, un compromiso de celebrar de realizar a futuro otro contrato, debemos mencionar entonces que el contrato preparatorio tendrá un efecto formal y posteriormente el contrato definitivo que ha de celebrarse contendrá los efectos sustantivos. (jhsr)

## Justificación
A veces, un contrato determinado no puede celebrarse, por variados motivos, pero aun así, las partes que están dispuestas a celebrar dicho contrato están también dispuestas a suscribir un compromiso futuro de hacerlo, o bien, a darle desde el comienzo una determinada configuración, antes de celebrar el definitivo. De esta manera, el contrato preparatorio pasa a delimitar el inicio de una relación jurídica que cristalizará en el contrato definitivo.

## Validez
Debido al principio según el cual la nulidad de la obligación principal acarrea la ineficacia de la obligación accesoria, se ha sostenido que la nulidad del contrato principal acarrearía también la nulidad del contrato preparatorio. El argumento sostiene que, siendo el contrato definitivo el objeto propio del contrato preparatorio, entonces cayendo el definitivo inficionado por nulidad, el preparatorio debería ser arrastrado también por dicha nulidad.
Las opiniones contrarias a esta tesis se basan en que el contrato preparatorio es autónomo. De esta manera, el contrato preparatorio es válido aunque el contrato definitivo resulte ser nulo. La nulidad del contrato definitivo implicaría no la nulidad del contrato preparatorio, sino que no se haya cumplido con la obligación de celebrar un contrato definitivo válido, lo que daría origen a situaciones tales como el cumplimiento forzado, la indemnización de perjuicios, etcétera.